# 겐분
겐분(元文, げんぶん)은 일본의 연호(元号) 중 하나이다.
- 전후 : 교호(享保) 이후 - 간포(寛保) 이전.
- 시기 : 1736년 ~ 1740년
- 천황 : 사쿠라마치 천황
- 쇼군 : 에도 막부의 도쿠가와 요시무네

## 개원(改元)
- 교호 21년 4월 28일(1736년 6월 7일), 사쿠라마치 천황의 즉위에 맞춰 개원.
- 겐분 6년 2월 27일(1741년 4월 12일), 간포로 개원된다.

1. 옛 일본 최고교육기관 다이가쿠료는 묘교도(유교)・기덴도(중국사&한문학) 등으로 학과가 나뉘어 있었는데, 묘교도는 기요하라 가문의 입김이 강하였고, 기덴도는 스가하라 가문의 입김이 강하였다.
2. 이 개원을 할 때 나카미카도 상황은 기요하라 계통의 후세하라 노부미치를 감안자(勘案者)에 넣어도록 명하였다. 그러나 개원은 전통적으로 기덴도에서 맡아왔기 때문에, 스가하라 계통의 학자들은 자신의 영역을 침범당했다며 맹렬히 반대하였다.
3. 이때문에 조정에서 분규가 일어났고, 결국 사쿠라마치 천황이 결단을 내려 후세하라 노부미치를 기용하는 것을 중지하였다. 이후 사쿠라마치 천황과 간파쿠・이치조 가네요시에 의한 관제개혁의 계기가 된 사건이었다.

## 출전
『문선』의 「武創元基、文集大命、皆体天作制、順時立政、至于帝皇、遂重熙而累盛」.

## 겐분 시기에 일어난 일
- 4년
  - 2월 : 돗토리번에서 겐분 잇키가 발생. 이나바・호키 합쳐 약 5만명이 참가해, 번정 사상 최대규모의 햐쿠쇼 잇키(百姓一揆, 백성이 주도한 폭동)가 되었다.

## 서력과의 대조표
| 겐분 | 원년   | 2년    | 3년    | 4년    | 5년    | 6년    |
| ---- | ------ | ------ | ------ | ------ | ------ | ------ |
| 서력 | 1736년 | 1737년 | 1738년 | 1739년 | 1740년 | 1741년 |
| 간지 | 병진   | 정사   | 무오   | 기미   | 경신   | 신유   |

## 같이 보기
- 일본의 연호 일람

| 이전 교호 | 일본의 연호 1736년 ~ 1741년 | 다음 간포 |